# Mohamed Abdelaziz
Mohamed Abdelaziz (17 de agosto de 1947 — 31 de maio de 2016) foi o Secretário-Geral da Frente Polisário e presidente (no exílio) da República Árabe Sarauí Democrática entre 1976 até a sua morte. Ele falava francês, árabe e espanhol.

## Biografia
Abdelaziz, nasceu em Marraquexe e vem de uma família de beduínos sarauís, membros da subtribo reguibates orientais. Seu pai vive em Marrocos com uma parte de sua família e é membro do Conselho Real Consultivo para os Assuntos Sarianos (CORCAS).
Como um estudante de universidades marroquinas na década de 1970, ele agravou o nacionalismo sarauí, e se tornou um dos membros fundadores da Frente Polisário, um movimento sarauí que visa a independência do Saara Ocidental, que lançou uma luta armada contra o colonialismo espanhol, em 1973.
De 1976 a 2016 foi secretário-geral da organização, substituindo Mahfoud Ali Beiba, que havia tomado o cargo de secretário-geral interino após el Uali Mustafa Sayed ser morto em ação na Mauritânia. Desde esse momento ele é também o Presidente da República Árabe Saaraui Democrática (RASD), cuja na primeira constituição ele esteve envolvido na elaboração. Viveu no exílio nos campos de refugiados sarauis da Tindouf no oeste da Argélia.
Segundo ex-membros da Frente Polisário, Abdelaziz foi "escolhido" pela Argélia para o topo da organização, embora ele não pertence ao círculo muito sigiloso dos fundadores da organização e "ele sempre considerou a ser seu próprio homem."

## Perfil político
Ele foi considerado um nacionalista secular e dirigiu a Polisário e a República Sarauí com compromissos políticos, notavelmente em apoio das Nações Unidas com o "Plano Baker", em 2003. Sob sua liderança, Polisário também abandonou suas primeiras orientações socialistas árabes, em favor de um Saara Ocidental organizado, juntamente liberal em linhas democráticas, incluindo expressamente a comprometer-se a uma democracia pluralista e a uma economia de mercado. Ele tem procurado apoiar os Estados ocidentais, nomeadamente os Estados Unidos da América e a União Europeia, mas, até agora, com pouco sucesso.
Há algumas críticas contra ele vindo de dentro da Polisário sobre de movimentos de prevenção de reformas no interior e, para insistir em um curso diplomático que tem, até agora, poucas concessões adquiridas a partir de Marrocos, em vez de voltar a lançar a luta armada favorecida por muitos dentro do movimento.
O mais proeminente destes grupos é oposição à Frente Polisário - Khat al-Shahid, que afirma que pretende restabelecer o legado do seu antecessor, El Ouali. Outros consideram que, apesar da sua retórica militante, Abdelaziz não pode decretar um reatamento dos combates sem a aprovação da Argélia.

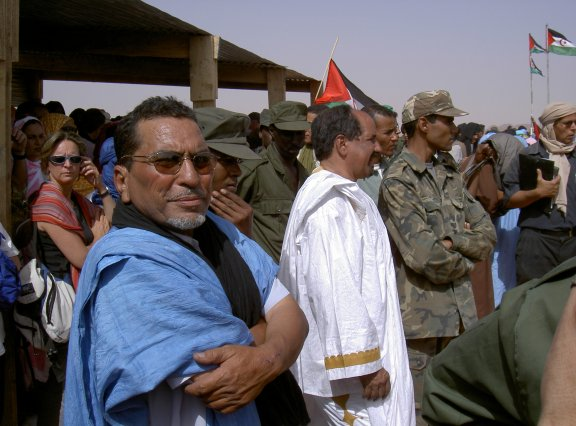
Mohamed Abdelaziz (de branco, ao centro), em Tifariti (2005)

Abdelaziz condenou o terrorismo, insistindo que a guerrilha da Polisário exerce "luta limpa" (que é, e não privada visando a segurança dos cidadãos ou dos bens). Ele enviou condolências formais aos governos aflitos após os ataques terroristas em Nova Iorque, Madri, Londres e, incrivelmente também para o Reino Marroquino após a al-Qaeda atacar em Casablanca.
Numa entrevista com o jornal árabe baseado em Londres (Asharq Al-Awsat), em 2005, o pai de Abdelaziz, Khalili Mohamed Bachir Oueld Rguibi, um veterano do Exército de Libertação Marroquino, manifestou o desejo de ver seu filho Mohamed voltar ao "seu país Marrocos". "Eu quero ver o meu filho voltar para Marrocos para ver-me. Fomos separados por um longo tempo. Quero que ele volte a Marrocos, o seu país, dos seus avós, e que, estou certo de que a educação que eu lhe dei não irá passar em vão, ele é marroquino, e quero conhecê-lo antes de deixar esta vida ". Ele acrescentou que "a Argélia não tem o direito de intervir neste conflito", e que ele é "orgulhoso de ser marroquino". Ele acrescentou que a sua opinião sobre este conflito do Saara Ocidental é a mesma opinião do rei Mohammed VI.